# Duruelo
Duruelo er en by og kommune i det centrale Spanien i provinsen Segovia. Den har et indbyggertal på 171 (2024) indbyggere.